# Ylvis
Ylvis — комедійний норвезький дует з Берґена, що складається з братів Борда (Bård) і Вегарда Ілвісокерів (Vegard Ylvisåker). Вони дебютували як професійні артисти 2000 року, виступаючи у багатьох шоу, на гумористичних концертах, у музичних кліпах, але всесвітньо відомими стали з моменту виходу восени 2013 року кліпу «Як каже лисиця?» («What Does the Fox Say?»), який став надзвичайно популярним на YouTube, набравши понад 1 млрд переглядів.
У Норвегії популярність отримали завдяки сатиричним текстам пісень, виступали з відео, включаючи англомовні («Стоунхендж» про Стоунхендж, «Someone Like Me» про дабстеп, «Jan Egeland» про політику Норвезької робітничої партії і дипломатів системи ООН) і російськомовний «Жаным», знятий в Киргизстані. Хоча до виходу кліпу брати не мали популярності в США, 2013 року кліп про лисицю зайняв десяте місце в американському чарті Billboard Hot 100.

## Творчість

### Радіошоу
- 2006: O-fag
- 2008: O-fag (second series)

### Телешоу
- 2007—2008: Norges herligste
- 2008: Ylvis møter veggen
- 2009: Hvem kan slå Ylvis
- 2010: Nordens herligste
- 2011: I Kveld med Ylvis
- 2012: I Kveld med Ylvis (second series)
- 2013: I Kveld med Ylvis (third series)

### Вар'єте
- 2000: Ylvis — en kabaret
- 2007: Ylvis III
- 2011: Ylvis 4

### Музичні шоу
- 2001: Ylvis Goes Philharmonic
- 2002: Ylvis Goes Philharmonic — episode II
- 2003: Ylvis — en konsert

## Дискографія

### Сингли
| Рік  | Сингл                    | Позиція в чартах                                    | Позиція в чартах                                 | Позиція в чартах                                   | Позиція в чартах                                    |
| Рік  | Сингл                    | NOR [Архівовано 21 вересня 2013 у Wayback Machine.] | US [Архівовано 3 серпня 2019 у Wayback Machine.] | FIN [Архівовано 27 жовтня 2013 у Wayback Machine.] | SWE [Архівовано 21 вересня 2013 у Wayback Machine.] |
| ---- | ------------------------ | --------------------------------------------------- | ------------------------------------------------ | -------------------------------------------------- | --------------------------------------------------- |
| 2013 | «What Does the Fox Say?» | 1                                                   | 6                                                | 2                                                  | 5                                                   |
| 2013 | «Стоунхендж»             |                                                     |                                                  |                                                    |                                                     |
| 2014 | «Mr.Toot»                |                                                     |                                                  |                                                    |                                                     |

### DVD-альбоми
- Ylvis III
- Norges herligste

## Цікаві факти
- Серед пісень гурту є пісня російською з невеликими вставками киргизькою — «Janym» («Моя дорога»). На одному з концертів 2013 року брати виконали цю пісню, в перерві після другого куплету вигукнувши кілька разів нецензурні вирази киргизькою[5].
- 2013 — виступали в Південній Кореї на премії MAMA разом з Crayon Pop.